# アロースキナーゼ
酵素学において、アロースキナーゼ（allose kinase、EC 2.7.1.55）は、以下の化学反応を触媒する酵素である。
ATP + D-アロース {\displaystyle \rightleftharpoons } ADP + D-アロース 6-リン酸
ゆえに、酵素の基質はATPとD-アロースであり、生成物はADPとD-アロース 6-リン酸である。
この酵素は転移酵素ファミリー、特にリン酸基をアクセプターであるアルコール基に転移するホスホトランスフェラーゼに属する。この酵素クラスの系統名はATP:D-allose 6-phosphotransferaseである。その他の一般的に使用される名称としては、allokinase (phosphorylating)、allokinase、D-allokinase、D-allose-6-kinaseがある。